# 팬 영화
팬 영화(영어: Fan film)는 소스의 저작권 보유자 나 제작자가 아닌 팬이 만든 영화, TV 프로그램, 만화책, 책 또는 비디오 게임에서 영감을 얻은 영화 또는 비디오다.
팬 영화는 출처의 저작권 소유자나 제작자가 아닌 팬이 제작한 영화, TV 프로그램, 만화책, 서적 또는 비디오 게임에서 영감을 받은 영화 또는 비디오이다. 팬 영화 제작자는 전통적으로 아마추어였지만, 더 주목할만한 영화 중 일부는 실제로 전문 영화 제작자가 영화 학교 수업 프로젝트 또는 데모 릴로 제작했다. 팬 필름은 존재하지 않는 영화에 대한 짧은 가짜 티저 예고편부터 장편 영화에 이르기까지 품질과 길이가 엄청나게 다양하다. 팬영화는 팬노동과 리믹스 문화의 한 예이기도 하다. 밀접하게 관련된 개념으로는 이미 개봉된 영화 자료를 팬들이 재작업한 팬덥, 팬서브, 비딩(vidding) 등이 있다.